# 신과의 약속
《신과의 약속》은 2018년 11월 24일부터 2019년 2월 16일까지 방영된 문화방송 주말 특별기획 드라마이다.

## 기획 의도
죽어가는 자식을 살리기 위해 세상의 윤리와 도덕을 뛰어넘는 선택을 한 두 쌍의 부부 이야기를 담아낸 휴먼 멜로드라마

## 줄거리
아나운서 서지영(한채영)과 천지건설 후계자 김재욱(배수빈)은 집안의 반대에도 불구하고 결혼하지만 김재욱이 서지영의 친구 우나경(오윤아)과 하룻밤을 보낸 사실이 드러난 뒤 이혼한다.
몇 년 뒤, 서지영은 전남편 김재욱과의 사이에서 낳은 아들 현우를 친자식처럼 아껴주는 남자 송민호(이천희)를 만나 재혼, 행복한 가정을 꾸리지만 현우가 백혈병을 앓게 되면서 좌절한다.
결국 서지영과 김재욱은 아들 현우의 백혈병 치료에 쓸 조혈모세포를 얻기 위해 인공수정으로 임신하게 되는데......

## 방송 시간
| 방송 채널 | 방송 기간                          | 방송 시간                   | 방송 분량                      |
| MBC TV    |                                    |                             |                                |
| --------- | ---------------------------------- | --------------------------- | ------------------------------ |
| MBC TV    | 2018년 11월 24일 ~ 2018년 12월 1일 | 매주 토요일 밤 9:00 ~ 11:00 | 120분 (회당 30분 4회 연속방송) |
| MBC TV    | 2018년 12월 8일 ~ 2019년 2월 16일  | 매주 토요일 밤 9:05 ~ 11:05 | 120분 (회당 30분 4회 연속방송) |

## 등장인물

### 주요 인물
- 한채영 : 서지영(30대) 역 재욱의 전처 민호의 아내

아나운서. 재욱과 불같은 사랑에 빠져 결혼했지만 재욱과 나경의 외도 사실을 알게 된 뒤 이혼한다. 이후 전남편 재욱과의 사이에서 낳은 아들 현우를 친자식처럼 아껴주는 남자 민호를 만나 재혼, 행복한 가정을 꾸리지만 현우가 백혈병을 앓게 되면서 조혈모세포를 얻기 위해 재욱과 인공수정으로 둘째 아들 준서를 낳는다.
- 배수빈 : 김재욱(30대 후반) 역 지영의 전남편 나경의 내연남이자 남편

건축가. 천지건설 장남이자 본부장. 하룻밤 실수로 나경이 임신하게 되면서 지영과 이혼하게 된다. 한 순간 실수로 평생 지영과 현우에 대한 미안함을 안고 살아간다.
- 오윤아 : 우나경(30대) 역 재욱의 불륜상대이자 현아내

변호사. 천지건설 법무실장. 대학 등록금이 없어 자살하려던 자신을 구해준 재욱을 평생 짝사랑한다. 이미 친구의 남편이 되어버린 재욱에게 의도적으로 접근, 임신하게 되지만 유산 후 난임 판정을 받는다. 지영과 재욱이 인공수정으로 얻은 아들 준서를 친자식처럼 기른다.
- 이천희 : 송민호(40대 초반) 역 지영의 현남편

나무 농원 운영. 지영과 재혼 후 현우를 친자식처럼 기른다.

### 지영의 가족
- 왕석현 : 송현우(16세) 역 (아역 하이안) - 재욱과 지영의 첫째 아들, 준서의 형, 민호의 양아들
- 이휘향 : 허은숙(60대) 역 - 지영의 친정엄마, 현우와 준서의 외할머니

### 천지 건설
- 박근형 : 김상천(70대) 역 - 천지건설 회장, 재희와 재욱의 아버지
- 강부자 : 이필남(70대) 역 - 상천의 아내, 재희와 재욱의 어머니
- 오현경 : 김재희(40대 초반) 역 - 천지건설 장녀, 재욱의 누나
- 신복숙 : 김재희 시어머니 역 - 김재희의 시어머니
- 병헌 : 조승훈(26세) 역 (아역 김현빈) - 천지건설 외손자, 재희의 아들
- 남기원 : 김준서(10세) 역 - 재욱과 지영이 인공수정으로 낳은 둘째 아들, 나경의 양아들

### 그 외 인물
- 추예진 : 나해지(18세) 역 - 현우의 여자친구, 파워블로거 지망생
- 정민성 : 지도엽(40대 초반) 역 - 건축설계사무소장, 재욱의 대학 선배
- 김희정 : 안주련(40대 중반) 역 - 지영의 프로그램의 구성작가
- 배해선 : 오선주(40대) 역 - 천지건설 법무실 사무장, 나경의 수족
- 최필립 : 정경수(30대) 역 - 방송국 PD, 나경의 술친구
- 오은호 : 황마리(31세) 역 - 전직 홈쇼핑 속옷 모델, 현 속옷가게 운영, 승훈의 여자친구
- 이진희 : 해지 모 역 - 해지의 어머니, 분식집 운영
- 김민성 : 오세형 역 - 현우와 해지의 친구
- 김무영 : 나무 농원 직원 역
- 김미화 : 한미화 역 - 정신의학과 교수
- 김오복 : 김 비서(30대) 역 - 재욱의 비서, 수행원
- 유하복 : 의사 역
- 이채윤
- 강성용
- 공호석
- 김봉수
- 김승준
- 김오복
- 김태랑
- 김하늘
- 김혜란
- 박기선
- 오승찬
- 이동규
- 이새별
- 이승철
- 이용규
- 최민금
- 한갑수
- 이동현 : 학생 역
- 박세현 : 학생 역

### 특별출연
- 양금석 : 나경의 어머니 역 - 나경을 버린 친어머니, 횟집 운영
- 정재성 : 윤민석 역 - 지영 측 변호사

## 시청률
최저 시청률과 최고 시청률은 시청률 조사회사와 지역별로 시청률에 차이가 있을 수 있습니다.
| 2018년      | 2018년      | 2018년         | 2018년         | 2018년       | 2018년 |
| 회차        | 방송일      | TNmS 시청률    | AGB 시청률     | AGB 시청률   |        |
| 회차        | 방송일      | 대한민국(전국) | 대한민국(전국) | 서울(수도권) |        |
| ----------- | ----------- | -------------- | -------------- | ------------ | ------ |
| 제1회       | 11월 24일   | 10.1%          | 9.5%           | 8.3%         |        |
| 제2회       | 11월 24일   | 11.5%          | 11.4%          | 10.5%        |        |
| 제3회       | 11월 24일   | 10.3%          | 11.4%          | 10.6%        |        |
| 제4회       | 11월 24일   | 11.1%          | 12.0%          | 11.0%        |        |
| 제5회       | 12월 1일    | 8.9%           | 8.1%           | 7.0%         |        |
| 제6회       | 12월 1일    | 10.4%          | 9.5%           | 8.4%         |        |
| 제7회       | 12월 1일    | 9.5%           | 9.9%           | 8.9%         |        |
| 제8회       | 12월 1일    | 10.7%          | 11.9%          | 10.9%        |        |
| 제9회       | 12월 8일    | 10.0%          | 8.8%           | 8.0%         |        |
| 제10회      | 12월 8일    | 11.1%          | 9.7%           | 9.0%         |        |
| 제11회      | 12월 8일    | 10.0%          | 9.5%           | 8.5%         |        |
| 제12회      | 12월 8일    | 10.8%          | 10.1%          | 9.5%         |        |
| 제13회      | 12월 15일   | 8.6%           | 10.2%          | 9.6%         |        |
| 제14회      | 12월 15일   | 9.6%           | 10.7%          | 10.0%        |        |
| 제15회      | 12월 15일   | 11.0%          | 12.7%          | 12.7%        |        |
| 제16회      | 12월 15일   | 11.1%          | 12.9%          | 12.9%        |        |
| 제17회      | 12월 22일   | 8.2%           | 10.5%          | 10.0%        |        |
| 제18회      | 12월 22일   | 9.0%           | 11.5%          | 10.9%        |        |
| 제19회      | 12월 22일   | 10.4%          | 11.8%          | 11.3%        |        |
| 제20회      | 12월 22일   | 11.0%          | 12.1%          | 11.3%        |        |
| 2019년      |             |                |                |              |        |
| 제21회      | 1월 5일     | 10.8%          | 11.8%          | 10.7%        |        |
| 제22회      | 1월 5일     | 13.1%          | 13.4%          | 12.0%        |        |
| 제23회      | 1월 5일     | 12.1%          | 13.5%          | 12.6%        |        |
| 제24회      | 1월 5일     | 13.2%          | 14.8%          | 13.7%        |        |
| 제25회      | 1월 12일    | 11.4%          | 11.5%          | 11.0%        |        |
| 제26회      | 1월 12일    | 13.7%          | 14.5%          | 14.3%        |        |
| 제27회      | 1월 12일    | 12.5%          | 15.2%          | 15.1%        |        |
| 제28회      | 1월 12일    | 13.1%          | 15.5%          | 15.1%        |        |
| 제29회      | 1월 19일    | 12.4%          | 11.9%          | 10.7%        |        |
| 제30회      | 1월 19일    | 14.8%          | 14.2%          | 13.1%        |        |
| 제31회      | 1월 19일    | 14.2%          | 14.8%          | 14.5%        |        |
| 제32회      | 1월 19일    | 15.2%          | 15.4%          | 14.9%        |        |
| 제33회      | 1월 26일    | 12.8%          | 13.2%          | 12.3%        |        |
| 제34회      | 1월 26일    | 15.1%          | 15.1%          | 14.2%        |        |
| 제35회      | 1월 26일    | 14.1%          | 15.0%          | 14.0%        |        |
| 제36회      | 1월 26일    | 14.0%          | 15.7%          | 14.9%        |        |
| 제37회      | 2월 2일     | 11.8%          | 12.0%          | 11.5%        |        |
| 제38회      | 2월 2일     | 14.7%          | 15.5%          | 15.2%        |        |
| 제39회      | 2월 2일     | 14.2%          | 14.9%          | 14.8%        |        |
| 제40회      | 2월 2일     | 14.5%          | 15.2%          | 15.1%        |        |
| 제41회      | 2월 9일     | 13.6%          | 13.4%          | 12.6%        |        |
| 제42회      | 2월 9일     | 15.2%          | 15.2%          | 14.5%        |        |
| 제43회      | 2월 9일     | 14.6%          | 15.2%          | 14.9%        |        |
| 제44회      | 2월 9일     | 15.1%          | 16.2%          | 16.0%        |        |
| 제45회      | 2월 16일    | 13.6%          | 14.7%          | 14.1%        |        |
| 제46회      | 2월 16일    | 16.8%          | 17.8%          | 17.0%        |        |
| 제47회      | 2월 16일    | 15.9%          | 17.5%          | 17.0%        |        |
| 제48회      | 2월 16일    | 16.9%          | 18.4%          | 17.8%        |        |
| 평균 시청률 | 평균 시청률 | 12.3%          | 13.1%          | 12.4%        |        |

## 결방
- 2018년 12월 29일 : MBC 방송연예대상 편성으로 인해 결방.

## 수상
- 2018년 MBC 연기대상 여자 황금연기상 강부자
- 2018년 MBC 연기대상 청소년 아역상 왕석현

## 동시간대 드라마
- SBS 주말 특별기획 드라마

《운명과 분노》 (2018년 12월 1일 ~ 2019년 2월 9일)

## 같이 보기
- 대한민국의 텔레비전 드라마 목록 (ㅅ)
- 2018년 대한민국의 텔레비전 드라마 목록